# Проспект Мира (Липецк)
Проспе́кт Ми́ра — одна из основных магистралей в Левобережном округе города Липецка. Проходит в Новолипецке от площади Мира до площади Металлургов. Пересекает улицы Невского и Прокатную. Параллельно проспекту проходят улицы Адмирала Макарова, Дзержинского, Суворова. К чётной стороне примыкают улицы Островского, Аносова, Парковая и Осипенко.

## История
В 1931 году при начале строительства НЛМЗ от переправы через Воронеж (тогда Петровского моста не было) до строящего завода была проложена трасса. В 1946 году безымянная прежде улица получила имя в честь Дня Победы — У́лица 9 Ма́я. Тогда же здесь стал расти жилой микрорайон Новолипецк, и к 1950-м годам это был один из наиболее благоустроенных районов Липецка. На улице 9 Мая находились несколько четырёхэтажных домов довоенной постройки. В 1956 году открыт Дворец культуры НЛМК (дом № 22). Это был типовой проект К. К. Бартошевича, но, как убеждает М. В. Мордухович, его построили только в Липецке.
7 апреля 1961 года часть улицы 9 Мая переименовали в проспект Мира. До сегодняшнего дня улица 9 Мая проходит на юге Новолипецка.
На участке от площади Франценюка до площади Металлургов в центре проспекта разбит сквер. Другой сквер соединяет площадь Франценюка с улицей Адмирала Макарова.

## Транспорт
- к домам начала проспекта — авт. 6, 6к, 8, 17, 27, 28, 30, 40, 40а, 106, 112, 306, 308, 308к, 317, 321, 322, 325, 330, 332, 343, ост.: «Пл. Мира».
- к домам середины проспекта — авт. 8, 17, 27, 28, 30, 306, 308, 308к, 317, 321, 322, 325, 330, 332 ост.: «Пл. Франценюка».
- к домам конца проспекта — трам. 5; авт. 7, 8, 17, 20, 27, 28, 30, 50, 306, 308к, 317, 321, 322, 325, 330, 332 ост.: «Пл. Металлургов», «Прокатная ул.», «МСЧ НЛМК».

## Социальные доминанты
- Детский сад (дом № 1а)
- средние школы № 7 и 38 (дома № 7 и 10)
- Гостиница «Новолипецкая» (дом № 12)
- Дворец культуры НЛМК (дом № 22; см. выше)
- Левобережный отдел по работе с населением (бывшая администрация района) (дом № 30)
- Липецкий центр научно-технической информации (дом № 33)

На проспекте Мира также расположено множество предприятий торговли, связи, бытового обслуживания, юридических и финансовых организаций.